# Anarthrophyllum
Anarthrophyllum, rod grmova iz porodice mahunarki smješten u tribus Genisteae. Postoje 15 priznatih vrsta iz Južne Amerike na andskom području Argentine i Čilea
Ove vrste rastu u hladnim dijelovima Anda, na pjeskovitim tlima i stjenovitim dolinama.

## Vrste
1. Anarthrophyllum andicola (Gillies ex Hook. & Arn.) F.Phil.
2. Anarthrophyllum burkartii Sorarú
3. Anarthrophyllum capitatum Sorarú
4. Anarthrophyllum catamarcense Sorarú
5. Anarthrophyllum cumingii (Hook. & Arn.) F.Phil.
6. Anarthrophyllum desideratum (DC.) Benth. ex B.D.Jacks.
7. Anarthrophyllum elegans (Gillies ex Hook. & Arn.) F.Phil.
8. Anarthrophyllum gayanum (A.Gray) B.D.Jacks.
9. Anarthrophyllum macrophyllum Sorarú
10. Anarthrophyllum ornithopodum Sandwith
11. Anarthrophyllum patagonicum Speg.
12. Anarthrophyllum pedicellatum Sorarú
13. Anarthrophyllum rigidum (Gillies ex Hook. & Arn.) Hieron.
14. Anarthrophyllum strigulipetalum Sorarú
15. Anarthrophyllum subandinum Speg.